# 加菲迪
埃德纳尔多·巴蒂斯塔·利巴诺（葡萄牙語：Edinaldo Batista Líbano，1979年4月2日—），通常稱為格菲迪（葡萄牙語：Grafite），是一名巴西足球運動員，擔任前鋒，曾效力德國球會禾夫斯堡。2011年轉會至阿联酋球队迪拜阿赫利。2018年1月宣佈退役,最後效力巴西球會聖十字。
加菲迪曾經代表巴西國家足球隊。他在2003年曾獲「巴西銀球獎」（Brazilian Silver Ball）。
加菲迪與迪施高一對鋒線組合，分別射入26球及28球聯賽進球，是禾夫斯堡首奪德甲冠軍的功臣。

## 榮譽
禾夫斯堡
- 2008-2009賽季
  - 德國甲組聯賽冠軍
  - 德國甲組聯賽神射手

## 外部連結
- Sambafoot 格菲迪資料（页面存档备份，存于）
- K聯賽 格菲迪資料 